# Château de Vérigny
Le château de Vérigny se situe à 15 km au nord-ouest de Chartres, dans la commune de Mittainvilliers-Vérigny du département français d’Eure-et-Loir, en région Centre-Val de Loire.

## Descriptif du domaine

### Le château
Le château a été construit après 1750. Précédé d’une vaste cour d’honneur, délimitée par des douves sèches, c’est un édifice classique constitué d’un corps de logis terminé par deux pavillons faisant saillie sur les façades. Côté sud, des pilastres de briques soutiennent un fronton percé d’une haute lucarne cintrée, encadrée de deux pots à feu. Côté nord, le fronton est triangulaire. Sur l’enduit clair des façades, se détachent les chaînes d’angle, les cordons horizontaux et les encadrements des baies appareillés en brique. Les combles, relativement peu développés, se profilent en croupe au centre, à la Mansart sur les ailes. L’élégant motif de fer forgé de la rampe du perron de style Louis XVcontraste avec l’extrême sobriété du décor d’architecture. A l’intérieur, les escaliers occupent les angles des ailes, le corps central étant réservé aux pièces de réception disposées en enfilade. Le grand salon a conservé de belles boiseries sculptées, ornées de dessus-de-porte représentant des jeux d’enfants, traités en grisaille.

### Les communs

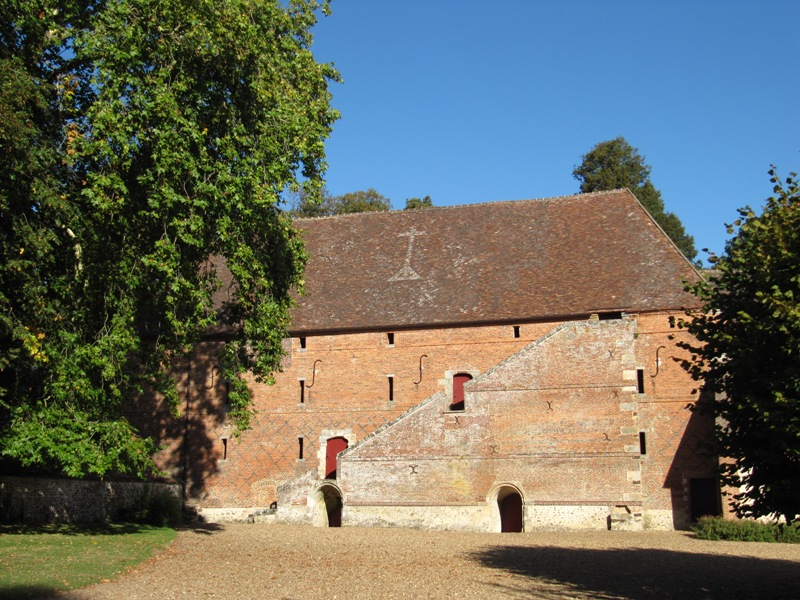
La grange dîmière

Les communs et les bâtiments agricoles qui jouxtent le château sont également classés. Ils forment un ensemble exceptionnel dont la construction remonte aux XVIe et XVIIe siècles. Ils s’organisent autour d’une cour ceinte de murs et percée d’un porche à guichet. Le bâtiment nord-est est le plus ancien: construit sur trois niveaux, il faisait fonction de grange dîmière où étaient stockés les impôts collectés en nature, preuve que le domaine était un fief seigneurial prospère. Ses murs, aux pierres appareillées aux angles, présentent des parements losangés de briques. A côté, se trouve un long bâtiment au soubassement en grison, doté d’une façade en silex et briques, elle aussi, en partie, losangée et percée de portes cintrées. A l’angle nord-est, se dresse la fuie, dénommée aussi colombier à pied, décorée selon la même technique et présentant un dessin de croix. Les pigeons y accédaient par une triple rangée de trous aménagés en quinconce, sur tout le pourtour et à mi-hauteur. A l’autre angle de l’étang, côté rue, se dresse une tour cylindrique, présentant elle aussi le dessin d’une croix. Par contre aucune chapelle n’est notifiée dans les actes.

## Historique des propriétaires

### Les seigneurs attestés auxXVeetXVIesiècles

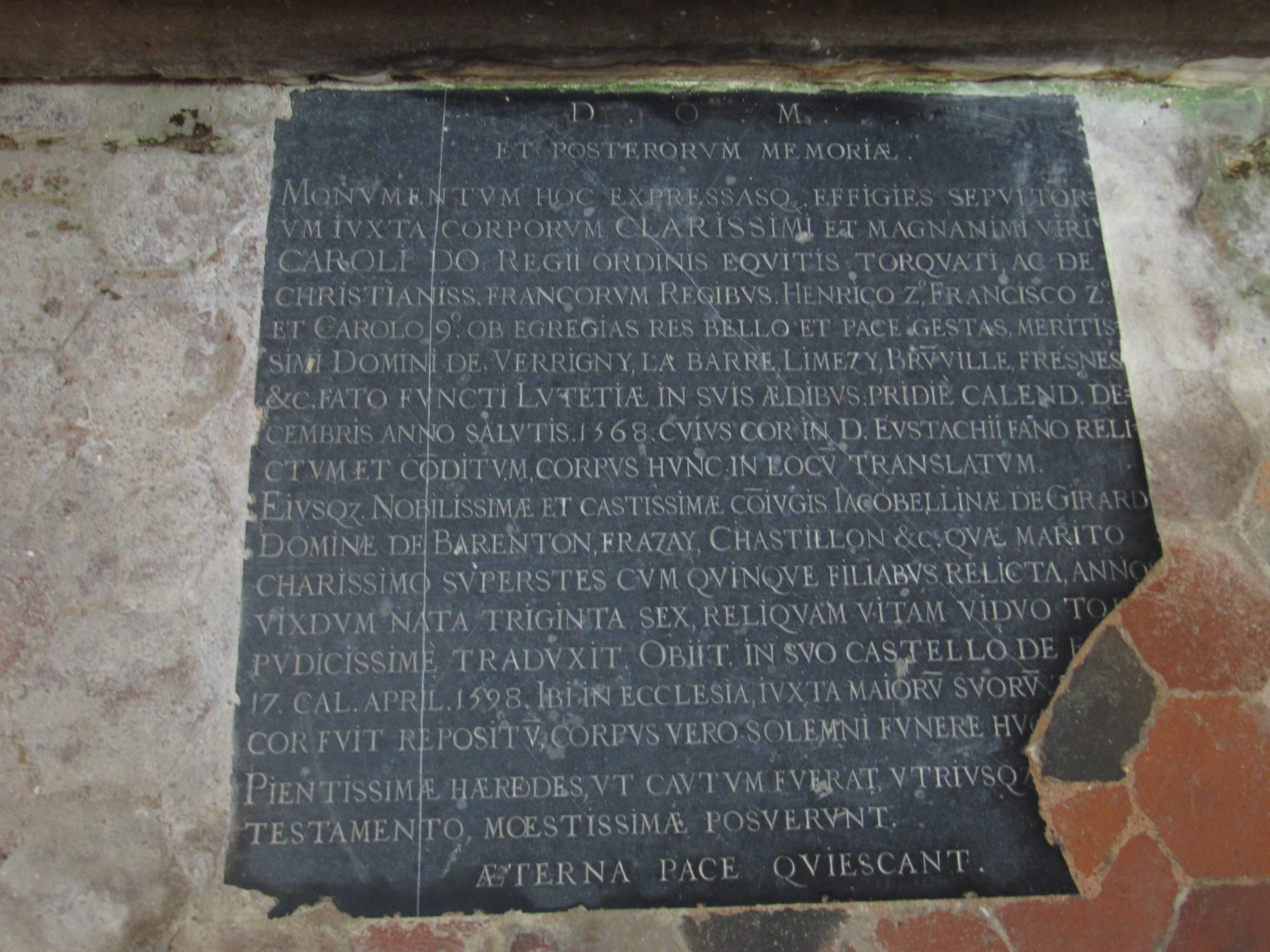
Pierre du tombeau de Charles d'O et de sa femme

Les premiers seigneurs, qui ont des terres à Vérigny et rendent foi et hommage à la baronnie de Châteauneuf-en-Thymerais, se nomment Gaulard, Sepel, Manou, Ruméan et Le Baveux. Vers 1480 émerge l’illustre famille d’O en la personne de Jean Ier d’O, seigneur de Maillebois, et de Charles Ier d’O. Lors du partage de la succession entre les deux frères Jean et Charles, 2es du nom, la terre de Vérigny échoit à Charles, époux de Jacqueline Girard de Bazoches. C’est ce dernier qui aurait fait réparer la nef de l’église Saint-Rémi de Vérigny. Un pendentif fleuri se trouve encore au-dessus de l'autel de la Vierge, portant un écusson aux armes de la famille d'O «d'hermines au chef denché de gueules». Du caveau de la famille d’O subsiste une pierre tombale conservée en pavage au bas des gradins de l’autel qui porte une inscription en latin. Il est rappelé que Charles d’O, mort à Paris en 1568, «a bien mérité des rois de France très chrétiens, Henri II, François II et Charles IX pour ses belles actions dans la guerre et dans la paix». Le couple a eu cinq filles dont l’aînée est Catherine d’O (1555-1611). Veuve de Michel de Poisieux, elle épouse en 1581 Robert de La Vieuville, gouverneur de Mézières et baron de Rugles. A la suite de cette alliance, la seigneurie de Vérigny entre, pour plus d’un siècle, dans la famille de La Vieuville.

### La famille de La Vieuville duXVIIesiècle à la première moitié duXVIIIesiècle

Le duc Charles de La Vieuville

A leur mort respective en 1611 et 1612, leur fils, Charles de La Vieuville, hérite de leur fortune, contracte un riche mariage et devient rapidement surintendant des finances de Louis XIII. Mais en 1624, le cardinal de Richelieu, qui veut régner sans partage, incite le roi à le destituer, pour prévarication. Détenu au château d’Amboise, il s’en échappe en septembre 1625 et rejoint la Hollande. Sur l’intervention de sa femme, il obtient la permission de rentrer en 1626 mais à nouveau accusé, non sans raison, d'intriguer contre Richelieu, il préfère se réfugier à Bruxelles. Bien lui en prend puisqu'il sera condamné à mort par contumace en 1633. Ses propriétés lui sont confisquées et dès 1631, le roi fait donation de la terre de Vérigny au duc Claude de Saint-Simon. Mme de La Vieuville, Marie Bouhier de Beaumarchais, s'y oppose en arguant que Vérigny lui appartient en propre, mais elle est déboutée. Un procès en restitution est intenté à Claude de Saint-Simon en 1643 quand Charles de La Vieuville, après 18 ans d'exil, revient en France à la faveur de la mort du roi et du cardinal de Richelieu. Soutenu par Mazarin, il retrouve sa charge de lieutenant-général au gouvernement de Champagne, et en 1651, celle de surintendant des finances, avant d’être fait duc et pair de France. Les derniers seigneurs de Vérigny qui appartiennent à cette lignée sont son fils Charles II de La Vieuville, l’aîné d’une fratrie de 13 enfants, qui a embrassé la carrière militaire, René-François (1652-1719), colonel du régiment de Navarre et gouverneur du Poitou, enfin René-Jean-Baptiste (1691-1761).

### La famille Brochet dans la seconde moitié duXVIIIesiècle et le début duXIXesiècle
Charles-Bernard Brochet de La Fortemaison acquiert, le 27 octobre 1750, de René-Jean-Baptiste de La Vieuville et de son épouse, Anne Charlotte De Creil, le château, la terre, les fermes et métairies de Vérigny, Dangers, les Essarts, le Belluet, le Grand et Petit Coudray, La Balivière, Affonville et la Croix Boissée, moyennant 400 000 francs. Charles-Bernard Brochet est né, le 13 septembre 1715, de Pierre-Richard Brochet de Pontcharrost (1676-1746), trésorier général des Ponts et Chaussées de France, sous-fermier des aides et domaines et de Claude-Anne Marpon, fille de Philibert, procureur au Parlement. Il porte les titres d’écuyer, gentilhomme ordinaire de la chambre du roi et conseiller-secrétaire de la grande chancellerie, charge qu’il tient de son père. Son frère aîné, Pierre-Philibert, porte le nom de Brochet de Saint-Prest. Sa sœur, Claude-Jeanne-Anne est mariée à Charles-Bernard de Montigny, receveur général des Finances de la province de Picardie et seigneur du Boullay d’Achères, de Marville, Levasville, Saint Sauveur, Villette, Champigny et Chêne-Chenu. Charles Brochet de la Fortemaison, resté célibataire, loue un appartement dans le même hôtel particulier parisien qu’eux, situé rue de Richelieu, cul-de-sac de Ménars. A la campagne, leurs seigneuries sont limitrophes. En 1762, sa nièce, Anne-Charlotte, épouse de l’intendant de Champagne, Gaspard-Louis Rouillé d’Orfeuil, hérite de la seigneurie de son père et fait édifier un château à Marville. Sa sœur, Marguerite-Félicité, en villégiature au château familial du Boullay d’Achères, rend volontiers visite à son oncle. A son mari, Louis-Agathon Flavigny de Renansart, perpétuellement sur les champs de bataille, elle dresse dans une de ses lettres, un tableau certainement flatteur de Vérigny puisqu’il lui répond, non sans humour, par ces quelques mots :
«Je suis dans l’enchantement de la peinture que vous me faites de Vérigny et des grâces du seigneur châtelain. Je serai fort aise qu’il prenne goût à recevoir du monde, parce que nous lui tiendrons souvent compagnie à la paix et que ce sera en brûlant son bois et en mangeant ses perdreaux que nous réparerons les brèches que la guerre aura fait à mes affaires.»
Il lui enjoint de faire les honneurs de Vérigny au duc de Penthièvre, Louis de Bourbon, qui a sa résidence d’été au château de Crécy-Couvé. Il est bon de côtoyer les princes si on veut être bien en Cour et en ce qui le concerne, devenir maître de camp. En tout cas, le châtelain de Vérigny semble être de bonne compagnie, il a une bibliothèque bien fournie de 4368 tomes, avec en première place, l’Encyclopédie de Diderot en 28 volumes estimée à 300 livres, montant équivalent à la teneur de sa cave qui contient eaux-de-vie, liqueurs dont un élixir de longue vie, vins de Macon, Bourgogne, Sauternes, Bordeaux, Muscat, Malaga, Roussillon, Malvoisie et vin de consommation courante, dit de «maison», issu des vignobles de Chartres et de Dreux.
En 1772, la paix revenue, la carrière militaire de M. Flavigny de Renansart s’achève et une carrière diplomatique, comme ambassadeur au duché de Parme, commence. Elle tient le couple éloigné de la France. Ainsi, il échappe aux tourments de la Révolution et de la Terreur, contrairement aux Brochet de Saint-Prest, accusés de conspiration. Charles Brochet de La Fortemaison perd son neveu, Charles Brochet de Saint-Prest (1736-1794), guillotiné en 1794 à l’âge de 57 ans, ainsi que son petit-neveu, Antoine (1769-1794). Ce dernier n’a que 25 ans. Marié depuis deux ans et père d’une petite Zoé, il réside ordinairement au château de la Pinellière près de Gréez dans la Sarthe, propriété de sa belle-famille, les Lefèbvre d’Yvry. Sa charge de sous-lieutenant de la 7e compagnie de la garde à cheval du roi suffit pour le condamner comme garde de Capet. Il est accusé de «complicité dans le massacre du 10 août». Ayant indubitablement pu établir qu’il ne se trouvait pas aux Tuileries ce jour fatidique, le tribunal ne désarçonne pas pour autant; contournant la difficulté, on lui demande ce qu’il aurait fait s’il se fût trouvé dans le massacre du 10 août. «Ne connaissant pas à cette époque quel était le bon parti, s’il s’y fût trouvé, il ne sait pas celui qu’il aurait pris». Voilà une impertinence qui le condamnera à mort.

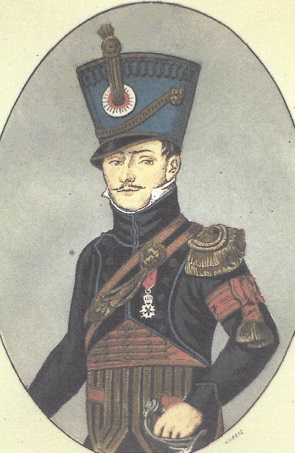
Hyacinthe-Louis-Ernest de Dreux Nancré (1787-1848)

Le 1er juin 1794, Charles Brochet de La Fortemaison (1715-1798) rédige son testament à Paris. Il n’est finalement pas inquiété et meurt en son château, de mort naturelle, le 7 mars 1798, à l’âge de 83 ans. Sur l’affiche de l’adjudication de la terre de Vérigny, le château est qualifié de « maison de chef bâtie à la moderne ». Il va rester dans la famille grâce à un arrangement. Après un premier partage, Mme Rouillé d’Orfeuil, nièce du défunt, achète les parts de chacun et revend la terre de Vérigny à M. Lefèbvre d’Ivry, grand-père maternel d’Anne-Françoise-Zoé Brochet de Saint-Prest. Cette dernière épouse, le 7 août 1808, à Vérigny, le marquis Amédée-Nicolas-François de Gondrecourt. Ils ont un grand-père commun et partagent la même histoire tragique d’un père guillotiné. Deux enfants naissent de leur union avant que le marquis ne décède en 1814. Elle se remarie en juillet 1817 avec Ernest de Dreux-Nancré (1787-1848) et donne naissance à un fils, le 10 août 1822, au château de Vérigny.
Hyacinthe-Louis-Ernest de Dreux-Nancré est lieutenant-colonel des hussards du Bas-Rhin, chevalier de l’ordre royal et militaire de Saint-Louis, officier de la Légion d’Honneur à la suite de sa blessure à Friedland où un boulet lui a brisé la cuisse. Il a été de toutes les campagnes napoléoniennes: 1803, 1804, 1805, 1806 et 1807 en Autriche, Prusse et Pologne, 1809 en Autriche, 1812 en Russie et en Allemagne, enfin 1813 en Espagne. Il meurt en 1848, sa femme, le 17 octobre 1871.

### Les propriétaires de la fin duXIXesiècleà nos jours
En 1876, le château et la terre de Vérigny sont acquis par Louis-Jean-François Camuset. Dix ans plus tard, Mme Sophie Camuset, née Magny, et son fils Louis Camuset (1841-1897), médecin directeur de l’asile d’aliénés de Bonneval héritent du château. De 1897 jusqu’en 1905, c’est au tour de Paul d’en être le propriétaire. Il marie, en la cathédrale Notre-Dame de Chartres, en 1894, sa fille Juliette au comte Hector-Marie-Joseph de Monteynard dont les armoiries et la devise «Pro deo, fide et rege» (au nom de Dieu, de la foi et du roi) figurent sur le vitrail de l'église commandé à Lorin. Le château passe à la famille Bouillé du Chariol à la suite de l’alliance de Marie de Monteynard avec le marquis Pierre de Bouillé, le 14 mai 1920.

## Historique des bâtiments

### Le manoir initial et sa ferme

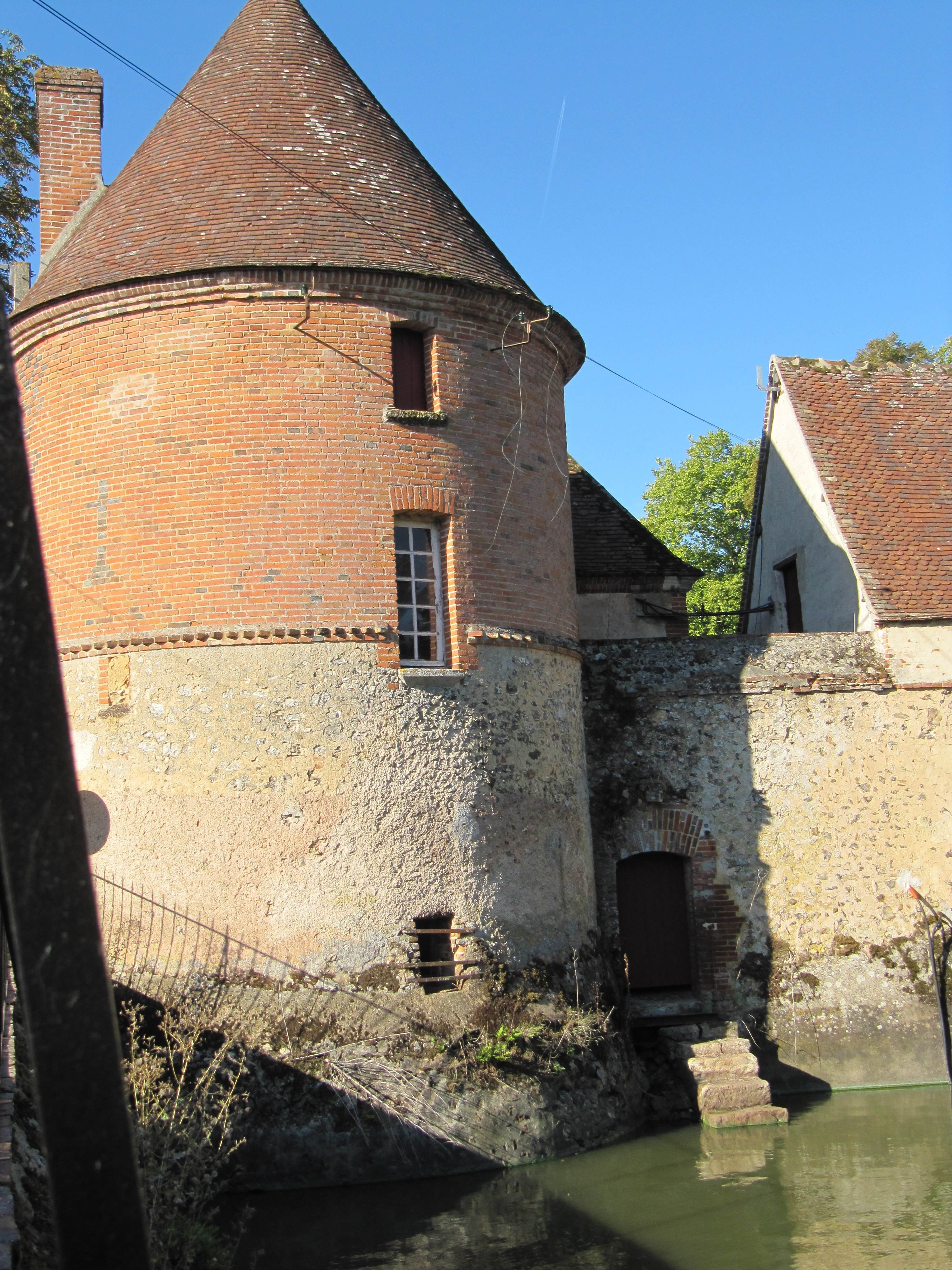
La tour avec son cachot en bas

Comme la plupart des manoirs du Perche, celui de Vérigny a été édifié dans la période d’accalmie qui a suivi la guerre de Cent Ans. C’est une résidence seigneuriale implantée au cœur d’un domaine agricole et ceinte de murs qui protègent logis et dépendances. Les éléments emblématiques d’un tel logis sont la tour d’angle, le colombier, les murs d’enceinte percés de fenêtres en forme de meurtrières, une porterie, un étang poissonneux, une garenne giboyeuse et un bois de haute futaie. En bas de la tour, en bordure de l’étang, se trouve la prison car le seigneur a l’exercice de la justice haute, moyenne et basse, en toutes matières civiles et criminelles.
Le 3 octobre 1480, Jean d’O, seigneur de Maillebois, passe un marché avec Perrin Jullain, dit Courtier, pour la construction d’un corps de maison sis à Vérigny, dont la charpente comprend cinq fermes, longues de 12 pieds chacune (environ 3, 84 m) et larges de 4 toises (environ 7,6m). Le bâtiment se compose d’un premier étage à colombages de 9 pieds de hauteur (3,84m) et d’un second étage de 8 pieds et demi, garni de soliveaux. La fin de la construction est prévue pour Pâques de l’an 1481 et le montant du salaire est de 18 livres, 12 setiers de blé, 2 pourceaux gras et un tonneau de cidre.
Le 31 octobre 1650, le lieu seigneurial est décrit comme «consistant en une vieille maison manable qui est celle du seigneur et une autre au bas de la cour qui est celle du fermier». A cette époque, le principal manoir et la métairie se confondent en un seul ensemble, même si l’espace est scindé en deux quadrilatères: l’un est fonctionnel, c’est la basse-cour, l’autre est résidentiel, c’est la haute-cour avec son logis seigneurial et son puits. Passé le portail, on accède au parc de 47 arpents et à la grande avenue plantée d’ormes, de 4 arpents 8 perches, qui double le chemin de Vérigny aux Essarts.
Une description plus précise nous est donnée en novembre 1751 quand le procureur au Parlement de Paris, Nicolas Sensse, obtient la saisie sur la terre de Vérigny du fait que Charles Brochet de La Fortemaison n’a pas honoré envers lui sa dette de 2000 livres. La vente est signalée par une affiche placardée sur les marchés de Courville, Châteauneuf et Chartres ainsi qu’à l’entrée de la messe dominicale dans les églises environnantes. Le principal manoir est décrit comme comportant deux chambres basses à cheminées, 4 chambres ou cabinets ainsi qu’une petite laiterie, 3 chambres hautes à cheminées, une garde-robe et un cabinet, en sus de 3 chambres froides avec cabinet et garde-robe et au-dessus, 5 chambres pour les domestiques, dont 2 à cheminées et une soupente.

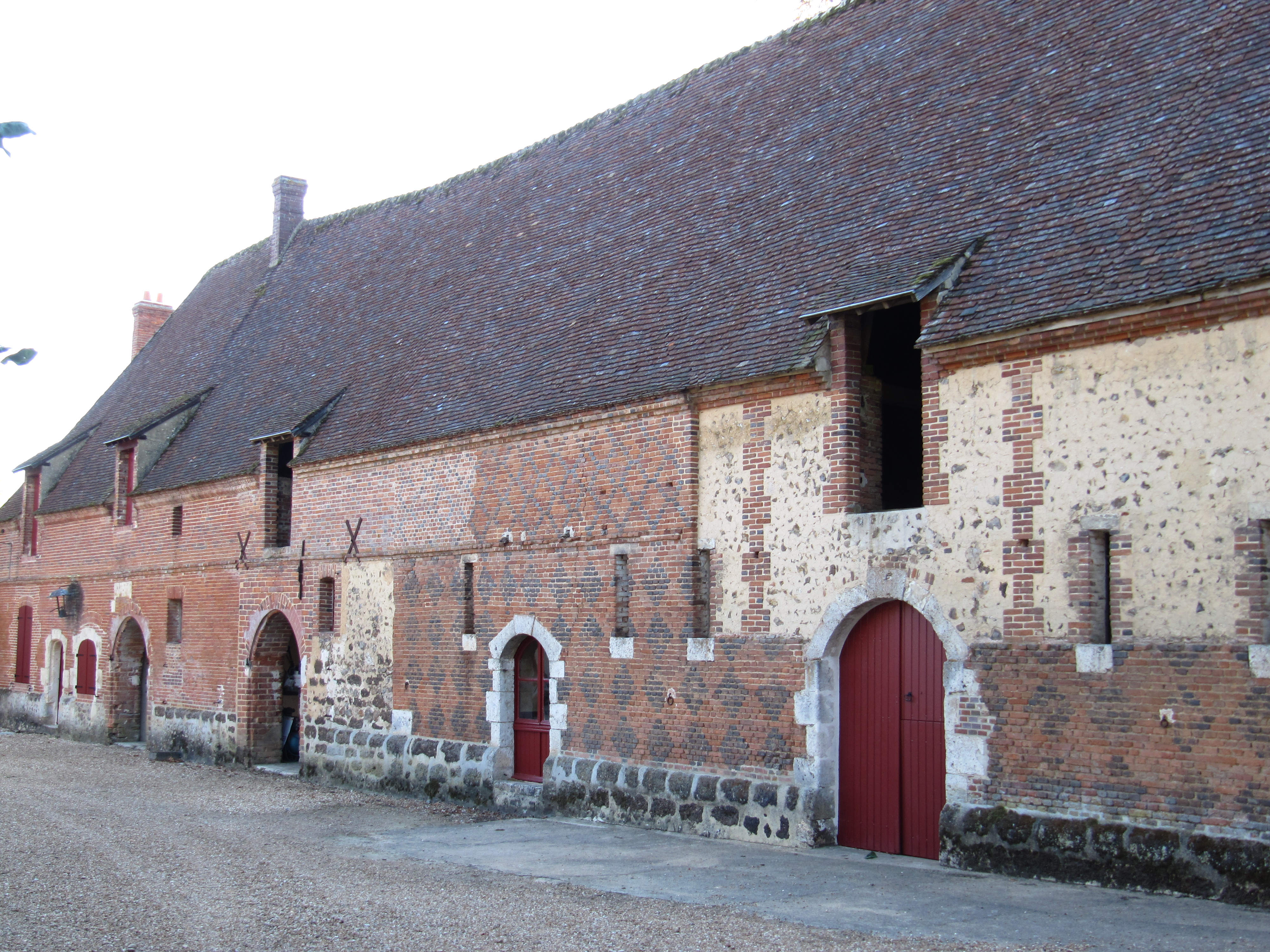
Les bâtiments agricoles

Dans le dernier bail de la ferme dite de la Basse-Cour passé en 1798, ce bâtiment n’y figure plus, seuls sont évoqués les bâtiments de l’exploitation avec leur fonction: la ferme est une maison comprenant deux chambres basses à cheminée, attenante à une laiterie avec un grenier au-dessus. Les autres bâtiments agricoles consistent en bergeries avec grenier au-dessus, étable à vaches, fournil, granges à blé et avoine, charterie, pressoir à cidre. La grange dîmière est désignée comme «trois greniers, l’un sur l’autre», avec en-dessous un cellier et un bûcher. Avant d’atteindre le colombier à pied, il y a un toit à porcs et un poulailler. Les bâtiments sont couverts de tuiles, tout comme la conciergerie et la maison du jardinier.

### Le château auXVIIIesiècle

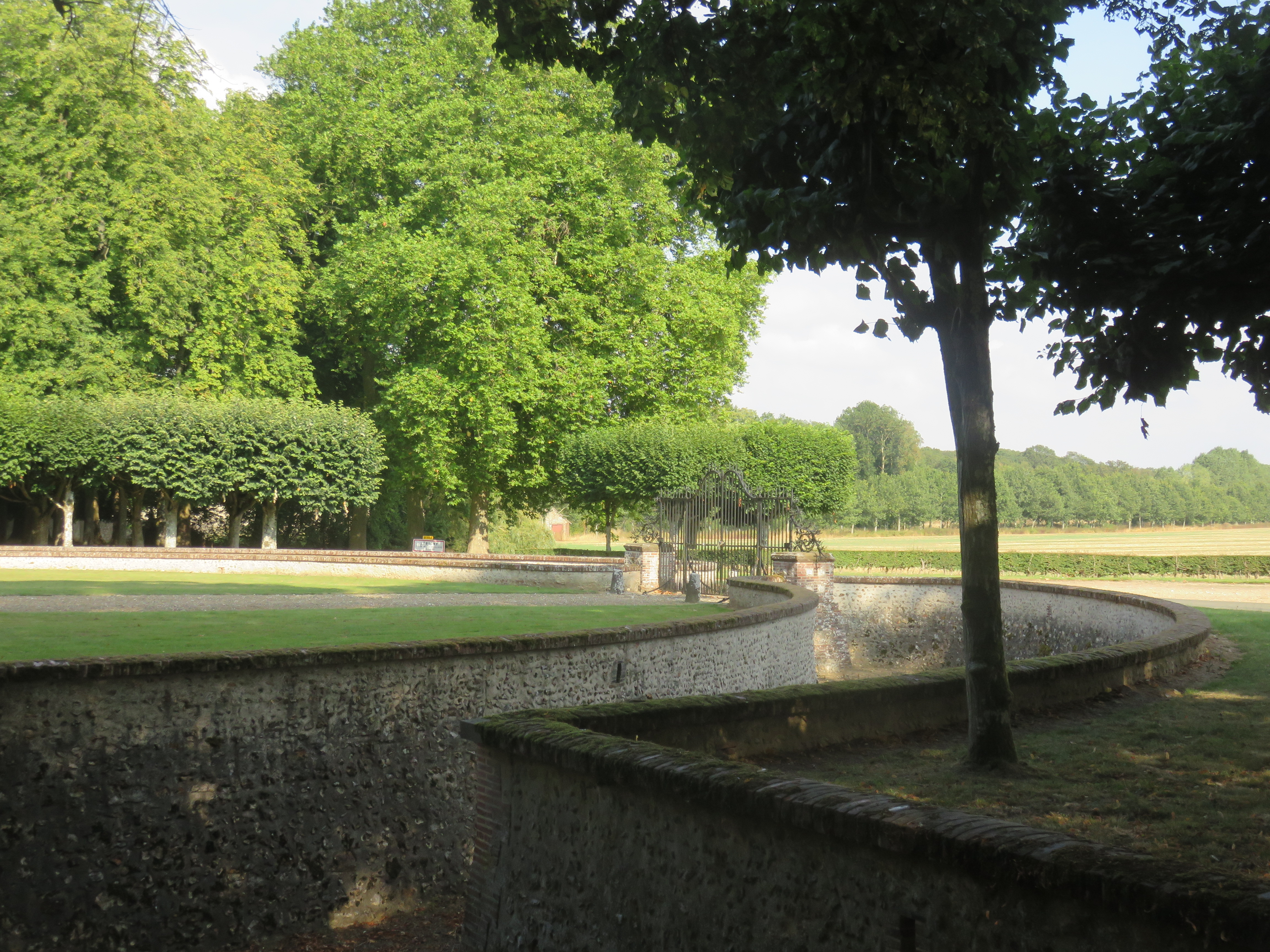
La grande allée vue des douves.

Charles Brochet de La Fortemaison a conservé finalement la seigneurie et décidé de construire un château au goût de l’époque, séparé de la basse-cour et de ses nuisances, donnant sur un jardin à la française, délimité à l’entrée par des douves et longé à l'ouest par le bois du quinconce. La grande avenue se retrouve décalée par rapport au château et le bois du parc devient le «bois de l’ancien parc». Le manoir seigneurial a disparu et une brèche a été ainsi ouverte dans le mur d’enceinte pour que le châtelain ait un accès aux écuries et à sa berline, ainsi qu’à la salle de bain avec baignoire, non loin du puits et de la buanderie.
Le château a ses croisées orientées sur quatre côtés. Soixante-dix-huit ouvertures sont répertoriées dans les documents fiscaux au XIXe siècle. Il comporte un rez-de-chaussée, un premier étage et un deuxième étage mansardé. Le rez-de-chaussée est occupé en 1798 par une salle à manger, un vestibule et un salon de compagnie avec une table de piquet, un clavecin et divers jeux: échecs, dames, oie, quadrille, loto. Au bout du salon se trouve une chambre à coucher avec garde-robe et lieux à l’anglaise. Un corridor donne sur le parterre. Une chambre à coucher, avec un lit à baldaquin, jouxte une salle qui sert de bureau et de bibliothèque, suivie d’une salle des archives qui donne sur le grand escalier. Dans les souterrains sont logés la cuisine, deux offices, une lingerie et un garde-manger. Au-dessus de la cuisine se trouve un entresol avec trois chambres, celle de la cuisinière, du garçon de cuisine et du domestique, Vallée, dit la France. Au premier étage se succède une suite de chambres et d’appartements pour les invités que jouxtent les chambres des domestiques. L'étage mansardé abrite, en plus de quelques chambres de domestiques, un garde-meuble.

### Le domaine de Vérigny sur les cartes duXIXesiècle
Si le château a détrôné le manoir vers 1750, la Révolution s'est chargée d’abolir les droits féodaux et seigneuriaux: droits de justice, de colombier, de chasse et de garenne, corvées, banalités du four, du moulin et du pressoir et droits sur les récoltes. Le 23 novembre 1790, l’Assemblée constituante vote une loi qui fixe le principe de la «contribution foncière». C'est en quelque sorte l’acte de naissance d’un impôt foncier qui se veut égalitaire. En 1807 naît le cadastre, qui permet d’imposer équitablement les citoyens aux contributions foncières. Celui de Vérigny est dressé en 1830. Une carte en couleur de 1868 le complète agréablement, elle renseigne davantage sur la topographie, les chemins et les mares.

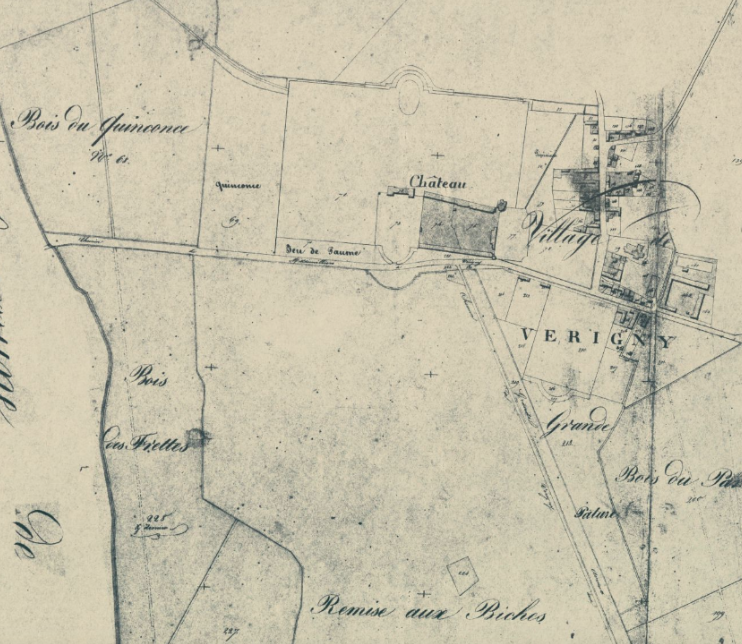
Le château de Vérigny sur le cadastre napoléonien (AD 28, 3P 7929)
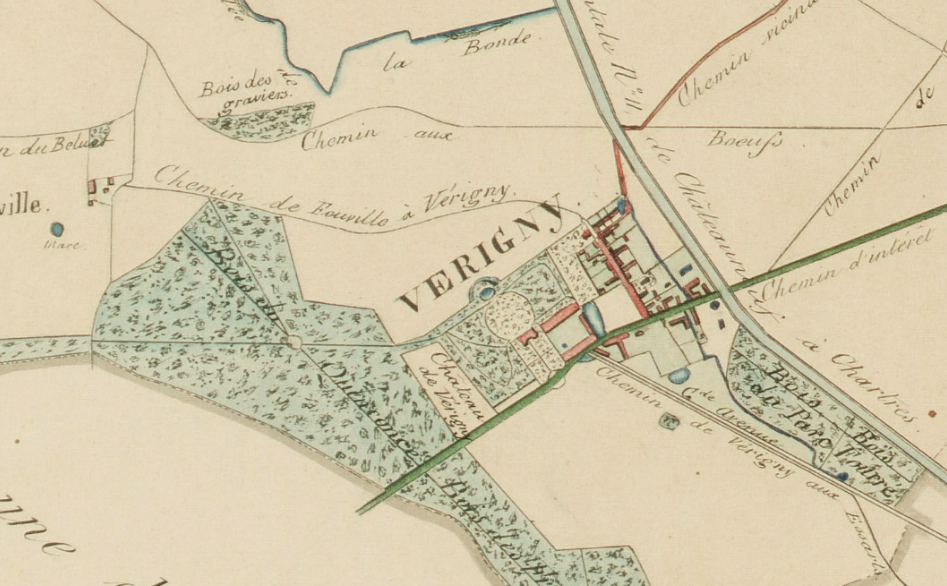
Le château de Vérigny sur une carte de 1868 (AD 28, 4Fi 245)

### Protection
Le château est partiellement inscrit au titre des monuments historiques par arrêté du 5 décembre 1975: Façades et toitures du château et des communs; antichambre et salon avec leur décor; partie ordonnancée du parc.